# Siglufjarðarfjall
Siglufjarðarfjall är ett berg i republiken Island. Det ligger i regionen Norðurland eystra, 250 km nordost om huvudstaden Reykjavík. Toppen på Siglufjarðarfjall är 776 meter över havet, eller 88 meter över den omgivande terrängen. Bredden vid basen är 0,86 km.
Runt Siglufjarðarfjall är det mycket glesbefolkat, med 7 invånare per kvadratkilometer. Närmaste större samhälle är Siglufjörður, nära Siglufjarðarfjall. Trakten runt Siglufjarðarfjall består i huvudsak av gräsmarker.